# Суслов, Василий Афанасьевич
Василий Афанасьевич Суслов (23 февраля 1921, Чердынский уезд, Пермская губерния — 16 октября 1998, Соликамск, Пермская область) — советский военнослужащий, участник Великой Отечественной войны, Герой Советского Союза, гвардии младший лейтенант. После войны комендант спецкомендатуры 1 отдела Ныробского ИТЛ МВД СССР, младший лейтенант внутренней службы; начальник ЖКО; электрослесарь.

## Биография
Василий Афанасьевич Суслов родился 23 февраля 1921 года в крестьянской семье в деревне Орловской (Орловка) Тулпанского сельсовета Тулпанской волости Чердынского уезда Пермской губернии, ныне деревня не существует, земли находится в Межселенной территории Чердынского района Пермского края (северо-восточная часть района не имеет населения). Русский.
Окончил 4 класса школы в с. Тулпан (Усть-Тулпан), до 1939 года работал в колхозе.
В 1939 году уехал в г. Свободный Дальневосточного края, работал на Суражевской судоверфи.
6 октября 1940 года призван в ряды Рабоче-крестьянской Красной Армии и направлен в 63-й легкий артиллерийский полк (г. Биробиджан). На фронте в Великую Отечественную войну с февраля 1943 года. Воевал на Северо-Западном, Степном и 3-м Украинском фронтах. К осени 1943 года гвардии сержант Суслов командовал орудийным расчётом 5-го гвардейского воздушно-десантного артиллерийского полка 10-й гвардейской воздушно-десантной дивизии. Отличился в боях при форсировании Днепра и удержании плацдарма на правом берегу.
В ночь на 1 октября 1943 года гвардии сержант Суслов со своим расчётом преодолел Днепр в районе села Переволочна. На плацдарме участвовал в отражении многочисленных контратак противника. Огнём из своего орудия уничтожил три танка, четыре автомашины, двенадцать огневых точек и больше роты вражеских автоматчиков. 14 октября 1943 года при отражении последней танковой атаки побил ещё 4 танка. Когда орудие оказалось разбитым, а большинство бойцов расчёта погибло, гвардии сержант Суслов, несмотря на контузию, гранатами подбил ещё один танка. Когда закончились боеприпасами, под вражеским огнём пробрался к своим, неся на плечах тяжело раненого красноармейца Жукова с оружием.
Указом Президиума Верховного Совета СССР от 20 декабря 1943 года за образцовое выполнение заданий командования и проявленные мужество и героизм в боях с немецко-вражескими захватчиками командиру орудия 5-й батареи 5-го гвардейского воздушно-десантного артиллерийского полка гвардии сержанту Суслову Василию Афанасьевичу присвоено звание Героя Советского Союза с вручением ордена Ленина и медали «Золотая Звезда».
С 1944 года член ВКП(б), в 1952 году партия переименована в КПСС. Вместе с орденом Ленина и медалью «Золотая звезда» Василию Афанасьевичу вручили и партийный билет.
В 1944 году направлен на учёбу в военное училище. В 1945 году окончил Сталинградское военное танковое училище. С 1946 года младший лейтенант Суслов — в запасе.
Вернулся на родину в жил в с. Ныроб Ныробского района Молотовской (с 1957 года — Пермской) области. Вскоре вновь был призван, но уже в качестве офицера войск конвойной охраны Министерства внутренних дел СССР. В периоде 10 декабря 1948 года по 16 сентября 1949 года, с 16 июля 1950 года по 1 октября 1950 года проходил службу в звании младшего лейтенанта комендантом спецкомендатуры 1 отдела Ныробского ИТЛ МВД СССР в п. Ныроб Чердынского района Молотовской (Пермской) области. Окончил 7 классов. Необходимое специальное образование получил в конце 1940-х на экстернате Калининградской офицерской школы МВД СССР  (г. Багратионовск).
В 1952 году переехал в Соликамск, работал начальником ЖКО СМЗ (Соликамского магниевого завода), затем 3 года работал директором подсобного хозяйства СМЗ. Работал слесарем по холодильному и торгово-техническому оборудованию Пермского специализированного производственного комбината по торговой технике треста «Росторгмонтаж».
В 1972 году Суслов В.А. вышел на пенсию, но продолжил работать с января 1973 по февраль 1994 года электриком (электрослесарем) цеха № 3 Соликамского магниевого завода. После выхода на пенсию вместе с семьёй проживал в городе Красновишерске Пермской области.
Василий Афанасьевич Суслов скончался 16 октября 1998 года. Похоронен на Южном кладбище города Соликамска Пермской области, ныне город — административный центр Соликамского городского округа Пермского края.

## Награды
- Герой Советского Союза, 20 декабря 1943 года[4]
  - Орден Ленина № 17115
  - Медаль «Золотая Звезда» № 3164
- Орден Отечественной войны I степени, 6 апреля 1985 года[5]
- медали.

## Память
- Мемориальная доска установлена на доме, где жил Герой, г. Соликамск, ул. Мира, 48.
- Мемориальная доска на Мемориале умершим от ран в госпиталях города Соликамска в годы Великой Отечественной войны, установлена в мае 1985 года.
- Мемориальная плита в Юбилейном парке г. Чердыни, установлена в 2010 году.
- Упомянут на мемориальной доске Дома офицеров в Перми